# Nävergården
Nävergården är en sjö i Uppsala kommun i Uppland och ingår i Norrströms huvudavrinningsområde. Sjön är 2,1 meter djup, har en yta på 0,0696 kvadratkilometer och befinner sig 46,9 meter över havet. Sjön avvattnas av vattendraget Velångsbäcken. Vid provfiske har abborre, braxen, mört och sarv fångats i sjön.

## Delavrinningsområde
Nävergården ingår i det delavrinningsområde (666343-158877) som SMHI kallar för Inloppet i Velången. Medelhöjden är 50 meter över havet och ytan är 23,99 kvadratkilometer. Det finns inga avrinningsområden uppströms utan avrinningsområdet är högsta punkten. Velångsbäcken som avvattnar avrinningsområdet har biflödesordning 4, vilket innebär att vattnet flödar genom totalt 4 vattendrag innan det når havet efter 132 kilometer. Avrinningsområdet består mestadels av skog (84 procent). Avrinningsområdet har 0,65 kvadratkilometer vattenytor vilket ger det en sjöprocent på 2,7 procent.